# 李縣 (南卡羅萊納州)
李县（英語：Lee County）是美國南卡羅萊納州東部的一個縣。成立於1785年。面積1,065平方公里。根據美國2000年人口普查，共有人口20,119人。縣治比沙普維（Bishopville）。
成立於1902年。縣名紀念南北戰爭中南軍將領羅伯特·李 (Robert E. Lee)。